# Mustafa Pektemek
Mustafa Pektemek (* 11. August 1988 in Akyazı, Sakarya) ist ein türkischer Fußballspieler.

## Vereinskarriere
Pektemek begann seine Profikarriere bei Sakaryaspor. In der Saison 2006/07 spielte er in der Hinrunde für Sakaryaspor und wurde in der Rückrunde an Sarıyer SK verliehen. Er kehrte daraufhin zurück zu Sakaryaspor in die 2. Liga. Er wurde in seinem zweiten Jahr bei Sakaryaspor Stammspieler. Gençlerbirliği Ankara verpflichtete ihn zur Saison 2008/09. In den folgenden drei Saisons spielte Pektemek 67 Ligaspiele und erzielte dabei 24 Tore.
Beşiktaş Istanbul verpflichtete den Stürmer für die Saison 2011/12 für eine Ablösesumme von 4.000.000 Euro. In seiner ersten Saison bei den Schwarz-Weißen etablierte sich Pektemek schnell als Stammspieler und bildete mit Hugo Almeida den Sturm seiner Mannschaft. Pektemek beendete mit acht Ligatoren hinter Almeida die Saison als zweiterfolgreichster Torschütze seiner Mannschaft.
Für die Saison 2016/17 wurde er an den Ligarivalen Istanbul Başakşehir ausgeliehen. Mit diesem Verein erreichte er zum Saisonende die türkische Vizemeisterschaft und das türkische Pokalfinale.
Im Sommer 2019 verließ er mit auslaufendem Vertrag Beşiktaş und wechselte zum Stadt- und Ligarivalen Kasımpaşa Istanbul. Nach einer halben Saison wechselte Pektemek zu Alanyaspor bei welchem der erfahrene Stürmer einen Eineinhalb-Jahres-Vertrag bis zum Sommer 2021 unterschrieb.

## Nationalmannschaft
Mustafa Pektemek machte sein Debüt für die türkische U-21-Auswahl am 6. September 2008 gegen Tschechien.

## Trivia
- Sein älterer Bruder Sinan Pektemek ist ebenfalls Profifußballer und ist in den unteren türkischen Profiligen aktiv.
- Pektemek wurde während seiner Karriere immer wieder durch schwere Verletzungen zurückgeworfen und konnte deswegen besonders zu seiner Beşiktaş-Zeit sich nie längerfristig im Kader etablieren.[3]

## Erfolge
Mit Beşiktaş Istanbul
- Türkischer Meister: 2015/16

Mit Istanbul Başakşehir
- Türkischer Vizemeister: 2016/17
- Türkischer Pokalfinalist: 2016/17